# Tóth Vencel (játékvezető, 1953)
Tóth Vencel (Budapest, 1953. április 6. –) magyar nemzetközi labdarúgó-játékvezető. Polgári foglalkozása, a polgári repülésnél légiforgalmi irányító.

## Pályafutása

### Labdarúgóként
Fiatal éveiben a Bp. Honvéd ifi csapatában játszott, majd a Csőszerelő SK NB III-as csapatában folytatta pályafutását, később a MALÉV SC labdarúgó sportegyesület játékosa lett. Levezetésként az UFC, majd a Gép és Felvonó csapatában játszott. Játékvezetőként az MLSZ JB válogatottjának egyik meghatározó játékosa volt.

### Nemzeti játékvezetés
Labdarúgó pályafutását befejezve Budapesten, a XIII. kerületi Labdarúgó Szövetség Játékvezető Bizottságának (JB) vizsgabiztosai előtt (Kürti Imre, Lovász László) 1985-ben vizsgázott. Rövid ideig a XIII. kerületi LSZ által üzemeltetett labdarúgó bajnokságokban kezdte sportszolgálatát. Sportmúltjára tekintettel a Budapesti Labdarúgó-szövetség JB keretébe kerülve gyorsan haladt előre. A BLSZ JB javaslatára NB III-as, egyben az országos utánpótlás bíró. Az MLSZ JB minősítésével 1989–1992 között NB II-es, majd 1992–1999 között az NB I-es bíró. A nemzeti játékvezetést 1998-ban befejezte.  NB I-es mérkőzéseinek száma: 109.
| Időpont             | Helyszín                    | Mérkőzés típusa         | Mérkőzés                    | Eredmény | Nézők száma |
| ------------------- | --------------------------- | ----------------------- | --------------------------- | -------- | ----------- |
| 1992. augusztus 22. | Újmecsekaljai Stadion, Pécs | első NB I-es mérkőzése  | Pécsi Mecsek FC–Nyíregyháza | 1 – 0    | 4000        |
| 1999. május 29.     | ZTE Stadion, Zalaegerszeg   | utolsó NB I-es mérkőzés | ZTE–Kispesti Honvéd         | 2 – 0    | 4000        |

#### Nemzeti kupamérkőzések
Vezetett kupadöntők száma: 1.

##### Magyar labdarúgókupa
| Időpont         | Helyszín                  | Mérkőzés típusa | Mérkőzés                   | Eredmény | Nézők száma |
| --------------- | ------------------------- | --------------- | -------------------------- | -------- | ----------- |
| 1998. május 13. | Fáy úti Stadion, Budapest | döntő           | MTK Hungária FC–Újpesti TE | 1 – 0    | 13 000      |

#### Nemzetközi játékvezetés
A Magyar Labdarúgó-szövetség B terjesztette fel nemzetközi játékvezetőnek, a Nemzetközi Labdarúgó-szövetség (FIFA) 1995-től tartotta nyilván bírói keretében. A FIFA JB központi nyelvei közül a angolt beszéli. Több nemzetek közötti válogatott, valamint UEFA-kupa klubmérkőzést vezetett, vagy működő társának 4. bíróként segített. A nemzetközi játékvezetéstől 1998-ban visszavonult. Válogatott mérkőzéseinek száma: 2.

## Sportvezetői pályafutása
Az MLSZ Felügyelő Bizottságának tagja, a  BLSZ JB elnöke, a BLSZ elnökségének tagja, budapesti (megyei) játékvezető ellenőr. Az MLSZ JB "Talent program" területi instruktora a keleti régióban, országos játékvezető ellenőr.
2010-től az MLSZ JB elnökségi tagja, 2011-től a Magyar Labdarúgó Játékvezetők Testülete (MLJT) elnöke. 2013-től UEFA ellenőr.

## Családi kapcsolat
Fia, Tóth Vencel nemzetközi  asszisztens, a FIFA JB játékvezetői keretének tagja.

## Külső hivatkozások
- Tóth Vencel. World Referee. [2016. március 4-i dátummal az eredetiből archiválva]. (Hozzáférés: 2016. január 4.)
- Tóth Vencel. eu-football.info. (Hozzáférés: 2016. január 4.)
- Tóth Vencel. eu-football.info. (Hozzáférés: 2016. január 4.)
- Tóth Vencel. eu-football.info. (Hozzáférés: 2016. január 4.)
- Tóth Vencel . focibiro.hu (Hozzáférés: 2020. július 5.)